# ایزوسیانات

گروه عاملی ایزوسیانات ها

ایزوسیانات(به انگلیسی: Isocyanate) دسته‌ای از ترکیبات آلی با فرمول عمومی –N=C=O است.ترکیباتی که شامل دو گروه عاملی ایزوسیانات است،به دی ایزوسیانات معروف هستند.این مواد در واکنش با پلی ال ها دسته‌ای از مواد پلیمری به نام پلی‌اورتان را می سازند.